# Ufficio delle Nazioni Unite a Nairobi
L'Ufficio delle Nazioni Unite a Nairobi (United Nations Office at Nairobi, UNON) è uno dei quattro maggiori centri operativi internazionali appartenenti alle Nazioni Unite, nel quale hanno sede molti dipartimenti.
Il complesso di uffici è situato nella capitale del Kenya, Nairobi.
Tale Ufficio è anche il quartier generale del Programma delle Nazioni Unite per l'Ambiente, nonché del Programma delle Nazioni Unite per gli Insediamenti Umani.

## Sedute straordinarie
Nel novembre dell'anno 2004 il Consiglio di Sicurezza delle Nazioni Unite organizzò una seduta straordinaria proprio presso l'Ufficio di Nairobi, al fine di discutere la tragica situazione venutasi a creare nel Sudan, in particolare nella regione del Darfur.
L'incontro fu favorito grazie all'interessamento dell'ambasciatore statunitense John Danforth. .